# Kokotschashvilia eberhardi
Kokotschashvilia eberhardi (лат.) — брюхоногий моллюск из семейства геофилов. Включен в Красную книгу Краснодарского края. Статус — 3 «Редкий».
Раковина толстостенная, от прижато-конической до шаровидной, бледно-соломенно-жёлтая. Устье округлое. Размеры: высота раковины 10,3—11,7 мм; диаметр 14,1—15,5 мм.
Вид является эндемиком Кавказа. Региональный ареал охватывает истоки рек Большая и Малая Лаба на высоте 2500—3000 метров над уровнем моря и верховье реки Мзымты на высоте от 1700 до 1900 метров над уровнем моря.
Встречается на открытых сухих и влажных склонах, придерживается поверхности скал. Локально образует значительные скопления.
Необходимо включение в перечень охраняемых объектов, а также мониторинг состояния популяций.